# Tia (kincstárnok)

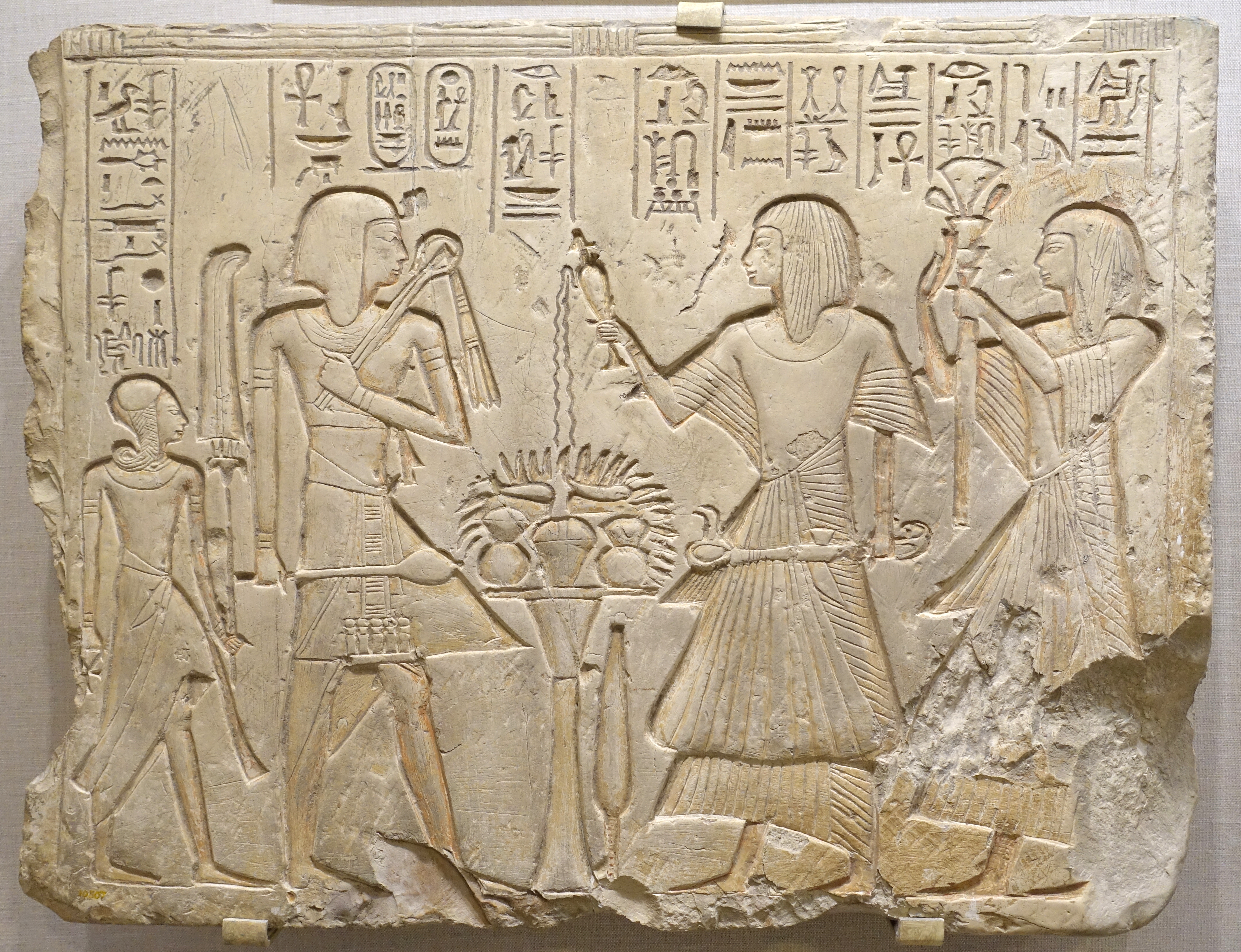
I. Széthi és az ifjú Ramszesz (balra), Amonwahszu és fia, Tia (jobbra)

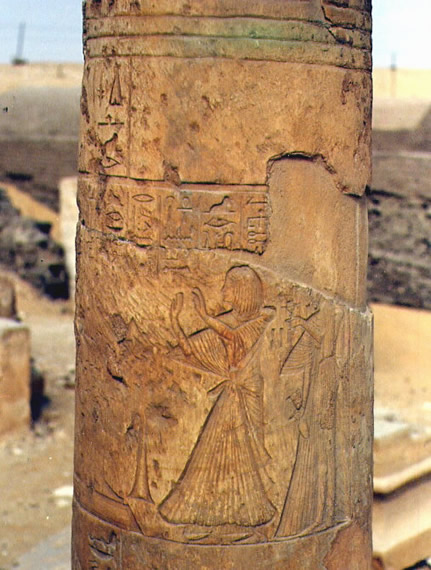
Tia és felesége, Tia ábrázolása egy szobron

Tia (ṯỉ3) ókori egyiptomi hivatalnok, a kincstár elöljárója volt a XIX. dinasztia idején, II. Ramszesz uralkodása alatt. Ramszesz nővérét, Tia hercegnőt vette feleségül.

## Pályafutása
Származásáról nem sokat tudni. Egyik legkorábbi említése egy kőtömbön található, amely ma a Chicagói Egyetem Keleti Intézetének gyűjteményében található (no. 10507). Itt Tia és egy Amonwahszu nevű férfi I. Széthi és az akkor még trónörökös Ramszesz herceg előtt állnak. Habachi feltételezése alapján Amonwahszu Tia apja volt, de erre nincs elég bizonyíték; az, hogy a chicagói sztélén ábrázolt Tia azonos a kincstárnokkal, csak a név ritkasága alapján feltételezhető. Nem tudni, mikor vette feleségül Széthi lányát, Tiát. Tia hercegnő „az aanahtui Ámon énekesnője” címet viselte, ami azt mutatja, Per-Ramszeszben, a II. Ramszesz által alapított fővárosban éltek. A Tia házaspárnak két lánya született, csak az egyikük, Mutmetjennefer neve maradt fenn.
Tia számos tiszteletbeli címet viselt: örökös herceg és kormányzó, királyi pecséthordozó, egyetlen barát, a királyi palota titkainak ismerője, Hórusz kedvence a palotában, a király szeme és füle. Emellett tényleges feladatkörhöz kötődő címeket is viselt: királyi írnok, legyezőhordozó a király jobbján, és leggyakrabban előforduló címe: Uszermaatré-Szetepenré temploma kincstárának elöljárója Ámon birtokán.
Egy mészkőtömb, amely Tiát és feleségét Tuja királyné, Ramszesz anyja előtt ábrázolja, valószínűleg a házaspár szakkarai sírjából származik, és jelenleg az Ontariói Királyi Múzeumban található (no. 955-79-2). Tuja az isteni feleség és a király anyja címeket viseli. Tia hercegnőt a király nővéreként említik.

## A szakkarai sír
Tia és Tia leginkább szakkarai sírjukból ismertek, amely két XVIII. dinasztia korabeli sír, a Ramszesz családja által tisztelt Horemheb fáraó szakkarai sírja és Maja kincstárnok sírja között helyezkedik el. A sír nem maradt fenn jó állapotban. Kialakítása kis templomra hasonlított. Főbejárata a keleti oldalról nyílt, két udvar követte egymást, az első pülónnal rendelkezett, a másodikat oszlopok díszítették. Hátul szintén oszlopok, majd egy kis piramis következtek. A sír külső udvarában két kisebb sírkápolna épült. Az egyik egy bizonyos Iurudefé, a másik tulajdonosa nem ismert. A közelből előkerült egy Tia háztartásához tartozó hivatalnok, bizonyos Panahtenniut sztéléje, arra azonban nincs bizonyíték, hogy ő volt a kápolna tulajdonosa.
A sírt 1982-ben fedezték fel, de egyes építőelemei már korábban felbukkantak európai gyűjteményekben, így Tia neve már korábban is ismert volt. A piramis piramidionja már 1722 óta Angliában volt, ahová Alexandriából került, de mára elveszett, csak rajzai maradtak fenn.

## A Kafr el-Gebel-i kápolna
A két Tiának nem minden említése a szakkarai sírból származik. Ahmed Musza felfedezte sírkápolnájukat Kafr el-Gebelben, a gízai piramisfennsíktól délre, a sivatag szélén. A G kápolnában egy sztélén II. Ramszesz Ozirisz és az istenné vált I. Széthi előtt áll. Az alsó regiszterben Tuja királyné és a két Tia Ízisz és I. Jahmesz (vagy I. Jahmesz szobra) előtt áll.

## Említései
Az 1997-es ásatási beszámoló felsorolja a két Tiával kapcsolatos, ismert feliratokat. Ezek közül a jelentősebbek:
- Sztélé alsó fele; Tia és Amonwahszu I. Széthi és II. Ramszesz előtt (Chicago Oriental Institute)[9]
- Négyoldalú sztélé a Kafr el-Gebel-i kápolnából; Tia Ré-Harahtit, Atumot, Oziriszt és Szokart imádja. A sztélé említi II. Ramszeszt.[5] (Kairó, Egyiptomi Múzeum, JdE 89624)[10]
- Homokkő relief; Tuja királyné, Tia kincstárnok és Tia, a fáraó nővére imádják Hathort, a szikomorfa úrnőjét. (Royal Ontario Museum No 955-79-2)[5][11]
- Mészkősztélé a két Tia ábrázolásával;[5] egykor sírjuk második udvarának északi falánál állt. (Firenze,  2532) [12]
- Palakő sztélé; Tia Ptahot, Rét és Ámont imádja. (Louvre E.7717)[5][13]
- Kő relief; mindkét Tia említésével.[5]
- Mészkősztélé teteje; Tiát ülve ábrázolja, a szöveg említi Tjenruamon skorpióeltávolítót is.[5] A kő valószínűleg a két Tia sírjában állt, de az is lehet, hogy a gízai Kafr el-Gebel-i kápolnából való. (Nemzeti Múzeum, Koppenhága, B5- AA d22)[14]
- Piramidion, melynek négy oldalán Tia Ré-Harahtit, Oziriszt, Atumot és ismét Oziriszt imádja.[5] William Lethieullier vitte Angliába 1722-ben; a 18. században Alexander Gordon lemásolta, jelenlegi holléte nem ismert.[15]
- Pecsételt tégla Tia nevével Thébából.[5]
- Tia múmiaforma fekete gránit szarkofágjának hét töredéke[16] (Ny Carlsberg AEIN 48)[5]
- Usébtifigura, rajta „az Ozirisz, királyi írnok, a kincstár elöljárója, Tia, az igaz hangú” nevével; valószínűleg mázas szteatit[17]
- Amenemheb-Paheru udvaronc sztéléje, állíttatta fia, Iurudef. A sztélén négy pávián a Napot imádja, a két Tia pedig Oziriszt és Ízisz-Hathort.[18] (Gubelkian Múzeum, Durham, N 1965). [5]

Tia neve emellett Hatsepszut halotti temploma közelében is előfordul téglákon.

## Külső hivatkozások
- Tia és Tia szakarai sírja
- The Mystery of Lot 279 a piramidionról fennmaradt rajzokkal